# Division 1 1988-1989
La Division 1 1988-1989 è stata la 51ª edizione della massima serie del campionato francese di calcio, disputato tra il 15 luglio 1988 e il 31 maggio 1989 e concluso con la vittoria dell'Olympique Marsiglia, al suo quinto titolo.
Capocannoniere del torneo è stato Jean-Pierre Papin (Olympique Marsiglia) con 22 reti.

## Stagione

### Novità
In via sperimentale, il numero di punti assegnati alla vincitrice di un incontro viene elevato a tre.

### Avvenimenti
Nelle prime giornate del campionato risultava in testa un gruppo formato da Sochaux, Lilla e Tolone, con questi ultimi che presero il comando solitario della classifica alla sesta giornata. Nel frattempo era emerso il Paris Saint-Germain, che alla settima giornata superò il Tolone e lottò per il primo posto contro Auxerre e Olympique Marsiglia; soli in testa dal sedicesimo turno, i parigini conclusero il girone di andata con un punto di vantaggio sugli uomini di Guy Roux e sei sull'OM.
All'inizio del girone di ritorno l'Auxerre cercò di farsi avanti superando la capolista alla ventiduesima giornata, ma successivamente calò cedendo il testimone all'Olympique Marsiglia, che da quel momento ingaggiò una lotta serrata per il titolo contro i parigini. Le due squadre si alternarono in vetta alla classifica fino allo scontro diretto in programma alla trentacinquesima giornata: grazie a un gol di Franck Sauzée allo scadere, i marsigliesi presero definitivamente il comando della classifica, assicurandosi il titolo con una giornata di anticipo.
La bagarre per la qualificazione in Coppa UEFA si risolse con un turno di anticipo, a favore di Paris Saint-Germain, Monaco e Sochaux. Ottenendo il visto alla finale di Coppa di Francia contro l'Olympique Marsiglia qualificato in Coppa dei Campioni, il Monaco ebbe accesso alla Coppa delle Coppe, permettendo all'Auxerre di rientrare in zona UEFA.
Grazie a una striscia finale di sei partite utili consecutive, il Caen uscì da una bagarre che vide coinvolte Strasburgo e Matra Racing, con i parigini che evitarono i playoff solo grazie alla migliore differenza reti. Gli alsaziani uscirono infine sconfitti dagli spareggi contro il Brest, retrocedendo. Chiusero la classifica il Laval, condannato con un turno di anticipo, e il Lens che uscì dai giochi durante il girone di ritorno.

## Classifica finale
|  | Pos. | Squadra             | Pt | G  | V  | N  | P  | GF | GS | DR  |
|  | ---- | ------------------- | -- | -- | -- | -- | -- | -- | -- | --- |
|  | 1.   | Olympique Marsiglia | 73 | 38 | 20 | 13 | 5  | 56 | 35 | +21 |
|  | 2.   | Paris Saint-Germain | 70 | 38 | 19 | 13 | 6  | 45 | 26 | +19 |
|  | 3.   | Monaco              | 68 | 38 | 18 | 14 | 6  | 62 | 38 | +24 |
|  | 4.   | Sochaux             | 68 | 38 | 19 | 11 | 8  | 50 | 28 | +22 |
|  | 5.   | Auxerre             | 63 | 38 | 18 | 9  | 11 | 41 | 32 | +9  |
|  | 6.   | Nizza               | 57 | 38 | 16 | 9  | 13 | 45 | 40 | +5  |
|  | 7.   | Nantes              | 57 | 38 | 15 | 12 | 11 | 41 | 40 | +1  |
|  | 8.   | Lilla               | 56 | 38 | 15 | 11 | 12 | 50 | 38 | +12 |
|  | 9.   | Montpellier         | 52 | 38 | 14 | 10 | 14 | 51 | 53 | -2  |
|  | 10.  | Tolosa              | 51 | 38 | 12 | 15 | 11 | 44 | 46 | -2  |
|  | 11.  | Tolone              | 50 | 38 | 12 | 14 | 12 | 30 | 29 | +1  |
|  | 12.  | Cannes              | 50 | 38 | 14 | 8  | 16 | 45 | 47 | -2  |
|  | 13.  | Bordeaux            | 49 | 38 | 12 | 13 | 13 | 54 | 46 | +8  |
|  | 14.  | Saint-Étienne       | 48 | 38 | 12 | 12 | 14 | 39 | 50 | -11 |
|  | 15.  | Metz                | 47 | 38 | 12 | 11 | 15 | 47 | 49 | -2  |
|  | 16.  | Caen                | 40 | 38 | 10 | 10 | 18 | 39 | 60 | -21 |
|  | 17.  | Matra Racing        | 39 | 38 | 10 | 9  | 19 | 49 | 56 | -7  |
|  | 18.  | Strasburgo          | 39 | 38 | 10 | 9  | 19 | 47 | 59 | -12 |
|  | 19.  | Laval               | 35 | 38 | 8  | 11 | 19 | 33 | 55 | -22 |
|  | 20.  | Lens                | 17 | 38 | 3  | 8  | 27 | 32 | 73 | -41 |

Legenda:
      Campione di Francia e ammessa alla Coppa dei Campioni 1989-1990.
      Ammesse alla Coppa UEFA 1989-1990.
      Ammesse alla Coppa delle Coppe 1989-1990.
  Partecipa ai play-out.
      Retrocesse in Division 2 1989-1990.
Note:
Tre punti a vittoria, uno a pareggio, zero a sconfitta.
In caso di arrivo di due o più squadre a pari punti, la graduatoria verrà stilata secondo la classifica avulsa tra le squadre interessate che prevede, in ordine, i seguenti criteri:
- Differenza reti generale.
- Reti realizzate in generale.

### Squadra campione
| Formazione tipo | Giocatori (presenze)     |
| --- | ------------------------ |
| Huard Le Roux Förster Di Meco Thys Vercruysse Sauzée Germain Allofs Eyraud Papin | Gaëtan Huard (38)        |
| Huard Le Roux Förster Di Meco Thys Vercruysse Sauzée Germain Allofs Eyraud Papin | Philippe Thys (37)       |
| Huard Le Roux Förster Di Meco Thys Vercruysse Sauzée Germain Allofs Eyraud Papin | Karlheinz Förster (35)   |
| Huard Le Roux Förster Di Meco Thys Vercruysse Sauzée Germain Allofs Eyraud Papin | Éric Di Meco (33)        |
| Huard Le Roux Förster Di Meco Thys Vercruysse Sauzée Germain Allofs Eyraud Papin | Yvon Le Roux (32)        |
| Huard Le Roux Förster Di Meco Thys Vercruysse Sauzée Germain Allofs Eyraud Papin | Philippe Vercruysse (35) |
| Huard Le Roux Förster Di Meco Thys Vercruysse Sauzée Germain Allofs Eyraud Papin | Franck Sauzée (32)       |
| Huard Le Roux Förster Di Meco Thys Vercruysse Sauzée Germain Allofs Eyraud Papin | Bruno Germain (21)       |
| Huard Le Roux Förster Di Meco Thys Vercruysse Sauzée Germain Allofs Eyraud Papin | Patrice Eyraud (24)      |
| Huard Le Roux Förster Di Meco Thys Vercruysse Sauzée Germain Allofs Eyraud Papin | Jean-Pierre Papin (36)   |
| Huard Le Roux Förster Di Meco Thys Vercruysse Sauzée Germain Allofs Eyraud Papin | Klaus Allofs (22)        |
| Altri giocatori: Abdoulaye Diallo (23), Éric Cantona (22), Pascal Gastien (18), Fréderic Meyrieu (16), Benoît Cauet (14), Éric Mura (13), José Pastinelli (6), Gérard Bernardet (5), Abedi Pelé (4), Jean-Claude Durand (2), André Basile (1), Didier Santini (1) |                          |

## Spareggi

### Play-out
|            | Risultati |            | Luogo e data              |
| ---------- | --------- | ---------- | ------------------------- |
| Strasburgo | 2-2       | Brest      | Strasburgo, 6 giugno 1989 |
| Brest      | 1-0       | Strasburgo | Brest, 9 giugno 1989      |
|            |           |            |                           |

## Statistiche

### Squadre

#### Capoliste solitarie
|    | —— | —— | —— | —— | ——     | ——  | ——  | ——  | ——  | ——  | ——  | ——  | ——  | ——  | ——                  | ——                  | ——                  | ——                  | ——                  | ——                  | ——                  | ——      | ——  | ——  | ——  | ——  | ——  | ——  | ——  | ——  | ——  | ——  | ——  | ——                  | ——                  | ——                  | ——                  | —— |  |
|    |    |    |    |    | Tolone | PSG | PSG | PSG | PSG |     |     |     |     |     | Paris Saint-Germain | Paris Saint-Germain | Paris Saint-Germain | Paris Saint-Germain | Paris Saint-Germain | Paris Saint-Germain | Paris Saint-Germain | Auxerre | PSG | PSG | PSG | PSG | OM  | OM  | PSG | OM  | OM  | OM  | PSG | Olympique Marsiglia | Olympique Marsiglia | Olympique Marsiglia | Olympique Marsiglia |    |  |
|    |    |    |    |    |        |     |     |     |     |     |     |     |     |     |                     |                     |                     |                     |                     |                     |                     |         |     |     |     |     |     |     |     |     |     |     |     |                     |                     |                     |                     |    |  |
|    |    |    |    |    |        |     |     |     |     |     |     |     |     |     |                     |                     |                     |                     |                     |                     |                     |         |     |     |     |     |     |     |     |     |     |     |     |                     |                     |                     |                     |    |  |
| 1ª | 2ª | 3ª | 4ª | 5ª | 6ª     | 7ª  | 8ª  | 9ª  | 10ª | 11ª | 12ª | 13ª | 14ª | 15ª | 16ª                 | 17ª                 | 18ª                 | 19ª                 | 20ª                 | 21ª                 | 22ª                 | 23ª     | 24ª | 25ª | 26ª | 27ª | 28ª | 29ª | 30ª | 31ª | 32ª | 33ª | 34ª | 35ª                 | 36ª                 | 37ª                 | 38ª                 |    |  |

#### Primati stagionali
Squadre
- Maggior numero di vittorie: Olympique Marsiglia (20)
- Minor numero di sconfitte: Olympique Marsiglia (5)
- Migliore attacco: Monaco (62)
- Miglior difesa: Paris Saint-Germain (26)
- Miglior differenza reti: Monaco (+24)
- Maggior numero di pareggi: Tolosa (15)
- Minor numero di pareggi: Nizza (3)
- Maggior numero di sconfitte: Nizza (20)
- Minor numero di vittorie: Cannes, Lens (8)
- Peggior attacco: Tolone (30)
- Peggior difesa: Lens (73)
- Peggior differenza reti: Lens (-41)

### Individuali

#### Classifica marcatori
| Gol | Rigori |  | Giocatore         | Squadra             |
| --- | ------ |  | ----------------- | ------------------- |
| 22  | 4      |  | Jean-Pierre Papin | Olympique Marsiglia |
| 18  | 2      |  | Glenn Hoddle      | Monaco              |
| 18  | 3      |  | Zlatko Vujović    | Bordeaux            |
| 15  | 5      |  | Laurent Blanc     | Montpellier         |
| 15  | 6      |  | Daniel Bravo      | Nizza               |
| 15  |        |  | Stéphane Paille   | Sochaux             |
| 15  |        |  | Daniel Xuereb     | Paris Saint-Germain |
| 14  |        |  | Fabrice Divert    | Caen                |
| 14  | 2      |  | Erwin Vandenbergh | Lilla               |
| 14  |        |  | George Weah       | Monaco              |
| 13  | 2      |  | Clive Allen       | Bordeaux            |
| 12  | 1      |  | Chérif Oudjani    | Lens                |
| 12  |        |  | Peter Reichert    | Strasburgo          |
| 11  |        |  | Éric Cantona      | Olympique Marsiglia |
| 11  | 4      |  | Fabrice Mège      | Strasburgo          |

## Percorso dei club nelle coppe europee
| Club        | Competizione       | Risultato        | Ultimo avversario      |
| ----------- | ------------------ | ---------------- | ---------------------- |
| Monaco      | Coppa dei Campioni | Quarti di finale | Galatasaray (0-1; 1-1) |
| Metz        | Coppa delle Coppe  | Primo turno      | Anderlecht (1-3; 0-2)  |
| Bordeaux    | Coppa UEFA         | Ottavi di finale | Napoli (0-1; 0-0)      |
| Montpellier | Coppa UEFA         | Primo turno      | Benfica (0-3; 1-3)     |